# 新索里
新索里（葡萄牙語：Nova Soure）是巴西巴伊亚州的一个市镇。总面积1021.277平方公里，总人口24209人，人口密度23.7人/平方公里。